# San Vicente del Zapote
San Vicente del Zapote är en ort i Mexiko.   Den ligger i kommunen Silacayoápam och delstaten Oaxaca, i den sydöstra delen av landet, 220 km söder om huvudstaden Mexico City. San Vicente del Zapote ligger 1 187 meter över havet och antalet invånare är 179.
Terrängen runt San Vicente del Zapote är huvudsakligen kuperad. San Vicente del Zapote ligger nere i en dal. Runt San Vicente del Zapote är det glesbefolkat, med 12 invånare per kvadratkilometer. Närmaste större samhälle är La Luz de Juárez, 4,5 km sydväst om San Vicente del Zapote. I omgivningarna runt San Vicente del Zapote växer huvudsakligen savannskog.